# France AEROTECH
France AEROTECH là một cơ sở giáo dục đào tạo công bậc đại học và trên đại học của Pháp có trụ sở tại Toulouse.
France AEROTECH' tập hợp năm trường lớn (grande école) chuyên đào tạo kỹ sư (ingénieur) tại Paris với mục đích tạo ra một trung tâm đào tạo đại học và nghiên cứu khoa học có tầm cỡ thế giới.
Những trường chuyên trong ngành hàng không và hàng không vũ trụ.

## Cơ cấu
Năm trường đại học thành viên của France AEROTECH bao gồm:
- Trường hàng không dân dụng quốc gia Pháp (École nationale de l'aviation civile - ENAC)
- Trường kỹ nghệ quốc gia Pháp (École nationale supérieure d'arts et métiers - ENSAM, hiện là Arts et Métiers ParisTech)
- École nationale supérieure d'électronique, informatique, télécommunications, mathématiques et mécanique de Bordeaux
- École centrale de Lyon
- École centrale de Nantes